# Pterobryopsis myurioides
Pterobryopsis myurioides är en bladmossart som beskrevs av Pierre Tixier 1970 [1971. Pterobryopsis myurioides ingår i släktet Pterobryopsis och familjen Pterobryaceae. Inga underarter finns listade i Catalogue of Life.